# درسة صفراء يابانية
دُرسة صفراء يابانية أو دُرسة صفراء (الاسم العلمي: Emberiza sulphurata)، طائر من الجواثم وفصيلة الدرسات موطنه شرق آسيا.